# 矢野正明
矢野 正明（やの まさあき、9月6日 - ）は、日本の男性声優。大分県別府市出身。アプトプロ所属。

## 来歴
アミューズメントメディア総合学院出身、アプトプロ付属養成所1期生。2011年4月1日よりアプトプロ所属。
2018年に『ポプテピピック』に出演した際に、『ポケットモンスター』のオーキド博士風のモノマネのクオリティの高さなどが評判になった。それまでは海外ドラマや洋画の吹き替えを担当することが機会が多かったが、その後はアニメ作品への出演依頼も増えたという。
2020年放送の『波よ聞いてくれ』でテレビアニメでは初のメインキャラクターを担当。
2020年4月に自身のYouTubeチャンネルを開設し、期間限定でのゲーム実況を開始した。

## 人物
特技・趣味はダーツ、お菓子作り、ゲーム、サバゲー。目立つことは苦手。

## 出演
太字はメインキャラクター。

### テレビアニメ
2010年
- ドラえもん（テレビ朝日版第2期）（神主、パイロット）

2012年
- 松本零士「オズマ」（ハイドカンプ）
- DOG DAYS（2012年 - 2015年、主人 他） - 2シリーズ
- ひだまりスケッチ×ハニカム（木乃伊）
- ココロコネクト（新井 他）

2013年
- まおゆう魔王勇者（農場主、審問僧兵）
- 獣旋バトル モンスーノ（アリステア 他）
- のんのんびより（中継レポーター）

2014年
- ニセコイ（2014年 - 2015年、男子生徒、ヤンキー、ゴリ沢、ギャング 他） - 2シリーズ

2015年
- 新妹魔王の契約者（電車アナウンス、兵士、枢機院） - 2シリーズ
- ヤング ブラック・ジャック（医師）
- 対魔導学園35試験小隊（マフィアC、異端審問官B、部下、バイクの男、スプリガン）

2016年
- 亜人（田原、SP、黒木、報道記者、守衛 他） - 2シリーズ
- 昭和元禄落語心中（2016年 - 2017年、樋口、樋口〈中学生〉） - 2シリーズ
- ブレイブウィッチーズ（整備兵）

2017年
- ハンドシェイカー（学校職員）
- 遊☆戯☆王VRAINS（2017年 - 2019年、AIの音声、ナイト、佐藤他、ブート、水沼虎太郎 他）
- ベイブレードバースト ゴッド（グレイアイ）
- プリンセス・プリンシパル（オライリー卿）
- バチカン奇跡調査官（ジェファーニ、神父）
- いぬやしき（ヤクザ）

2018年
- ポプテピピック（2018年 - 2021年、謎の声C、魔王、観客A、敵B、億千万京兆、キューティーシャーク〈Aパート〉、ティボ・トレスカ〈吹き替え / 再放送・リミックス版〉 他） - 1シリーズ + 特別編
- オーバーロード（ロックマイアー、ゴコウ、ヤブラ、グーリンダイ、ヘビーマッシャー・盗賊 他） - 2シリーズ
- 実験品家族 -クリーチャーズ・ファミリー・デイズ-（少年2）
- されど罪人は竜と踊る（党員）
- レイトン ミステリー探偵社 〜カトリーのナゾトキファイル〜（ライトニング・トッター、ドレイク・デレンダー）
- ゾイドワイルド（2018年 - 2019年、店主、研究員、Zボーイズ、科学者、チンピラ 他）
- おしりたんてい（2018年 - 2023年、トカキチ、コゲトカ、シロクマアイス店長、パンダのリポーター、ポポやま、かいじょうのスタッフ）

2019年
- 八月のシンデレラナイン（藤浦シニア選手）
- 川柳少女（交流会のおじさんA）
- ゾイドワイルド ZERO（2019年 - 2020年、主任、兵士、作業員、社員、科学者）
- 私、能力は平均値でって言ったよね!（魔術師）

2020年
- 波よ聞いてくれ（中原忠也）
- 乙女ゲームの破滅フラグしかない悪役令嬢に転生してしまった…（2020年 - 2021年、ソフィア父） - 2シリーズ
- 魔女の旅々（客）

2021年
- オルタンシア・サーガ（オルタンシア国王、ゴブリン、教会騎士、処刑執行人、アレクサンデル・ド・オルタンシア 他）
- 遊☆戯☆王SEVENS（2021年 - 2022年、ユウジーン）
- ピーチボーイリバーサイド（伸鬼）
- 100万の命の上に俺は立っている（ジャカ）

2022年
- 異世界美少女受肉おじさんと（ヒダリー）
- 魔法使い黎明期（傭兵）
- ポプテピピック（おじさん）

2023年
- TRIGUN STAMPEDE
- 英雄王、武を極めるため転生す 〜そして、世界最強の見習い騎士♀〜（大臣）
- 幻日のヨハネ -SUNSHINE in the MIRROR-（シシノシン）
- AYAKA -あやか-（老人、職員D）
- 柚木さんちの四兄弟。（水戸の黄門）

2025年
- キミとアイドルプリキュア♪（マックランダー、クラヤミンダー）
- 中禅寺先生物怪講義録 先生が謎を解いてしまうから。（司会）
- カラオケ行こ!（キティちゃん恐怖症）

### 劇場アニメ
- 大きい1年生と小さな2年生（2014年、怪しいおじさん）
- 劇場版 K MISSING KINGS（2014年）
- 風のように（2016年、茂作[13]）
- 映画 おしりたんてい シリーズ（2022年 - 2024年、ホーソーTVリポーター） - 2作品[一覧 9]
- ONE PIECE FILM RED（2022年）
- 劇場版 乙女ゲームの破滅フラグしかない悪役令嬢に転生してしまった…（2023年、ムトラク王）

### OVA
- 片翼のクロノスギア（2012年、生徒）
- ブラッククローバー（2016年、村人）
- 宇宙戦艦ヤマト2202 愛の戦士たち（2017年 - 2019年、ローグ・モラム[14]、探測士[15]、オペレーター[16]）※ODS作品

### Webアニメ
- ベイウォーリアーズ サイボーグ（2015年、参謀、訓練生C、訓練生A、研究員B）
- 超游世界（2017年、セイバー隊長[17]）
- ソードガイ The Animation（2018年、オークショナー、田辺、謎の顔B、クナイ、MC 他）
- メギド72 The short animation 長き戦旅の傍らで（2019年、幻獣）
- 攻殻機動隊 SAC_2045（2020年、ヒサタタツヤ）
- なならき～Seven Lucky Gods～（2022年、福禄寿）

### ゲーム
2010年
- マビノギ英雄伝（ネペレス）

2012年
- genomirai7（頑固親父、20代男性）
- ドラゴンアーク（ウォーリアー）
- ココロコネクト ヨチランダム（警官 他）

2014年
- フリーダムウォーズ（レミージョ）
- KRITIKA（鍛冶屋マンチル、武器商ナパラ）

2015年
- オルタンシア・サーガ -蒼の騎士団-（オルタンシア王）

2016年
- モバイルレジェンド（ティグラル、アルカード、ブルーノ、ファニー）
- フィリスのアトリエ 〜不思議な旅の錬金術士〜（ルーカス・ミストルート）

2017年
- モンスターストライク（2017年 - 2020年、チンジャオ老師、ブルリオ、雪垣匠之助、ノクターン）
- メギド72（2017年 - 2023年、フォラス、ガミジン）

2018年
- D×2 真・女神転生 リベレーション
- Fallout 76
- JUDGE EYES:死神の遺言

2019年
- メトロ エクソダス
- ゾイドワイルド キングオブブラスト
- 極道の龍（鈴木武 他）
- ワンダーグラビティ 〜ピノと重力使い〜（DJメテオール）
- ドラゴンクエストXI 過ぎ去りし時を求めて S
- ゴーストリコン ブレイクポイント

2020年
- 龍が如く7 光と闇の行方
- ダンキラ!!! - Boys, be DANCING! -（月光院正義）
- 明治活劇 ハイカラ流星組 －成敗しませう、世直し稼業－（万来湯番台 他）
- OCTOPATH TRAVELER 大陸の覇者

2021年
- アカシッククロニクル〜黎明の黙示録（アルカード）
- グランサガ（ベル）

2022年
- 乙女ゲームの破滅フラグしかない悪役令嬢に転生してしまった… 〜波乱を呼ぶ海賊〜（ダン・アスカルト）
- 機動戦士ガンダム アーセナルベース
- トライアングルストラテジー（シモン・ウォルホート）
- 遊戯王 デュエルリンクス（ハノイの騎士）

2023年
- ファイアーエムブレム エンゲージ（ショーン、ローダン、トッツィ）
- OCTOPATH TRAVELER II
- マジカルドロップVI（チャリオット、ハングドマン）

2024年
- 龍が如く8
- ドラゴンクエストIII そして伝説へ…（HD-2D版）

### ドラマCD
- クトゥルフ神話TRPGリプレイ るるいえとらべらーず（城ヶ崎武志）
- ニンジャスレイヤー ザイバツ強襲（ヤンク）
- カレシ☆シアター
- まおゆう魔王勇者 エピソード0 はじまりに至る物語（遠征軍兵士）
- C³ -シーキューブ-（中年男性/青年）
- まおゆう魔王勇者5 あの丘の向こうに（兵士）
- 憂鬱な朝2（同級生）
- FLESH＆BLOODシリーズ（リッツォーリ 他）

### デジタルコミック
- キトラ【KADOKAWAキトラ公式ボイストゥーン】
  - 三ヶ月前に別れた先輩後輩の話（2021年、楠部 他）
  - 実録 保育士でこ先生（2021年、でこ先生）
  - 母がしんどい（2022年、タカ、他[29]）
  - 身代わり婚約者なのに、銀狼陛下がどうしても離してくれません！（2023年、叔父[30]）
- コミックエッセイ劇場【公式】
  - 母親に捨てられて残された子どもの話（2021年、医者 他）
  - 顔で選んだダンナはモラハラの塊でした（2021年、モグの父 他）
  - 自分の顔が嫌すぎて、整形に行った話（2021年、あいるの父）
  - 私の穴がうまらない（2021年、アラタの同級生 他）
  - 元気になるシカ!（2021年、父）
- CIELフルールチャンネル　大型新人の教育係（2022年、部長[31]）

### 吹き替え

#### 映画
- アースフォール 地球壊滅
- アイアン・スカイ（ビテロルフ号船長 他）
- アンドロン（ジュリアン〈ゲイル・ハロルド〉）
- エージェント・ウルトラ（ラファ〈ウォルトン・ゴギンズ〉）
- エビデンス -全滅-（タイラー〈ノーラン・ジェラード・ファンク〉）
- 王朝の陰謀 判事ディーと人体発火怪奇事件（ペイ）
- 画皮 あやかしの恋（小易）
- キャビン・フィーバー ペイシェント・ゼロ（マーカス）
- キャプテン・マーベル（教官[32]）
- 96時間/リベンジ（ジェイミー〈ルーク・グライムス〉）
- クイーンギャング 怒りのリベンジ・ライド（ブライアン〈ディエゴ・ボネータ〉）
- クーリエ タイムリミット60HOURS（ティープチ）
- 孔子の教え（顔回）
- ゴッド・オブ・バイオレンス シベリアの狼たち（メル 他）
- 殺しのナンバー（デビッド〈ブライアン・ディック〉）
- 31（ロスコー・ペッパー〈ジェフ・ダニエル・フィリップス〉）
- ザ・エッグ 〜ロマノフの秘宝を狙え〜（クリーニング店員）
- ザ・キングダム 砂の惑星（ケイン 他）
- ザ・ストーム（トラヴァース〈リッコ・ロス〉）
- ザ・トーナメント（ロブ）
- レジェンド・オブ・フィスト 怒りの鉄拳（チェン・ジェン〈ドニー・イェン〉）
- 三国志英傑伝 関羽（泰き）
- JUKAI-樹海-（ロブ〈オーエン・マッケン〉）
- ステージ・マザー（ネイサン〈エイドリアン・グレニアー〉[33]）
- スパイ・アサシン（アレクサンドル）
- SOLOMON KANE（マルクス）
- ダーケスト・マインド（リーアム〈ハリス・ディキンソン〉）
- TOUCH
- ディラン・ドッグ デッド・オブ・ナイト（マーカス〈サム・ハンティントン〉）
- 盗聴犯 死のインサイダー取引（ヨン〈ルイス・クー〉）
- 盗聴犯 狙われたブローカー（ホー〈ルイス・クー〉）
- 7500（リック）
- パーフェクト・プラン 完全なる犯罪計画（ミッキー）
- 白鯨 前編 冒険者たち（トム 他）
- パシフィック・ウォー（バマ〈マット・ランター〉）
- バトル・オブ・バミューダトライアングル
- ハンガー・ゲーム FINAL: レボリューション（ブルーリーダー）
- ハンターズ グリム童話の秘宝を追え!
- ビッグ・アイズ（ルーベン〈ジェイソン・シュワルツマン〉）
- マシンガン・プリーチャー（ヒッチハイカー 他）
- U-864 日本を目指したuボート（ドイツ将校 他）
- ライオット・クラブ（ジェームズ〈フレディ・フォックス〉）
- 猟犬たちの夜 そして復讐という名の牙（セルジュ 他）
- レッド・バレッツ（ブラス）
- ローマの休日（マリオ〈パオロ・カルリーニ〉[34]）※N.E.M版
- ワイルド・ストーム（ブリーズ〈ライアン・クワンテン〉）

#### ドラマ
- アクシデント・カップル（キム補佐官）
- アメリカン・ホラー・ストーリー（テイト〈エヴァン・ピーターズ〉）
- アンフォゲッタブル 完全記憶捜査（捜査員 他）
- グッド・ドクター 名医の条件（ジャレッド・カルー〈チュク・モデュー〉[35]）
- グリーンリーフ（ケビン）
- 刑事モース〜オックスフォード事件簿〜（エンデバー・モース〈ショーン・エヴァンス〉）
- 項羽と劉邦 King's War（尾生）
- 私立探偵ヴァルグ（アンデルス 他）
- Zネーション（マック・トンプソン〈マイケル・ウェルチ〉）
- 孫子《兵法》大伝（終累）
- ダーマー モンスター：ジェフリー・ダーマーの物語（ジェフリー・ダーマー〈エヴァン・ピーターズ〉）
- バーン・ノーティス 元スパイの逆襲 シーズン6（シャリフ・ダムール）
- ハウス・オブ・カード 野望の階段（ウィリアム・コンウェイ〈ジョエル・キナマン〉）
- ブロードチャーチ〜殺意の町〜（オリー・スティーヴンス〈ジョナサン・ベイリー〉）※WOWOW版
- リゾーリ&アイルズ2（ダンテ）
- リゾーリ&アイルズ3

#### アニメ
- アイス・エイジ4/パイレーツ大冒険（サイラス）
- バンザイ! キング・ジュリアン（アンクル・ジュリアン）
- フィッシュ・レース（パイ）
- フィッシュ・レース2（パイ）
- ミラキュラス・レディバグ（アレック）
- LEGO スター・ウォーズ/オールスターズ（バアシュ）
- LEGO スター・ウォーズ/恐怖のハロウィーン（バアシュ）
- LEGO スター・ウォーズ/フリーメーカーの冒険（バアシュ）

### 特撮
- 魔進戦隊キラメイジャー（2020年、キョウリョクセッチャクザイ邪面の声[36]）

### その他コンテンツ
- 朗読劇「まおゆう魔王勇者エピソード0 始まりに至る物語（渋谷公会堂、2012年2月19日）」（遠征軍兵士）
- 朗読劇「まおゆう魔王勇者 人間宣言 〜名もなき少女が 魂の解放を叫ぶ〜（オリンパスホール八王子、2013年8月18日）」（農民）
- オーディオドラマ「武装中学生 ヨウジ編 第二話【出す宛のないメール】」（服部誠）
- 朗読劇「胡桃炸裂症候群 -Drosselmeyer Syndrome - 承」（CBGKシブゲキ!!、2025年8月22日 - 24日〈予定〉）[37]

### シリーズ一覧
1. ↑  第2期『'』（2012年）、第3期『"』（2015年）
2. ↑  第1期（2014年）、第2期『:』（2015年）
3. ↑  第1期、第2期『BURST』
4. ↑  第1クール、第2クール（2016年）
5. ↑  第1期（2016年）、第2期『-助六再び篇-』（2017年）
6. ↑  第1期（2018年）、TVスペシャル（2019年）、第1シリーズ再放送（2021年）
7. ↑  第2期『II』、第3期『III』
8. ↑  第1期（2020年）、第2期『X』（2021年）
9. ↑  『映画おしりたんてい シリアーティ』（2022年）、
『映画おしりたんてい さらば愛しき相棒（おしり）よ』（2024年）

### 初出話一覧
1. 1 2 3 4  第1話初出
2. ↑  第5話初出
3. ↑  第9話初出
4. ↑  第3話初出
5. ↑  第12話初出
6. ↑  第4話初出
7. ↑  第2話初出